# Giuseppe Serrini
Giuseppe Serrini (Osimo, 9 ottobre 1917 – Ancona, 11 luglio 1994) è stato un politico italiano, primo presidente della regione Marche dal 1970 al 1972.

## Biografia
Nato a Osimo, conseguì la laurea in lettere classiche presso l'Università Cattolica di Milano, il 6 giugno 1941.
Frequentò la scuola Allievi Ufficiali Alpini di Bassano del Grappa nel 1941.
Nel corso della Seconda guerra mondiale prese parte a due campagne: in Balcania (1941-1942) e in Russia (1942-1943), con la divisione Julia (9* reggimento Alpini). Per le operazioni di guerra sul fronte russo è stato decorato con la croce di guerra al valor militare.
Conseguì una seconda laurea, in filosofia, sempre presso l'Università Cattolica di Milano, il 9 novembre 1946.
Insegnò latino e greco dal 1944 al 1950 presso il liceo classico di Osimo. Dal 1958 al 1968 fu preside delle scuole medie di Camerano e di Loreto. Nel 1968 diventò preside della scuola media "Tommaseo" di Ancona
, nel rione San Pietro, che riuscì a tenere aperta anche dopo il terremoto del 1972, che aveva portato allo spopolamento completo di quella zona della città; riuscì in quest'intento attraverso varie strategie, tra cui l'utilizzo di scuolabus che collegavano la scuola a rioni della città in cui le scuole medie erano oltremodo affollate e soprattutto con l'istituzione, nel 1980-1981, di una delle prime sezioni ad indirizzo musicale d'Italia. 
Fu, per oltre vent'anni, il presidente di Aerdorica, società avente lo scopo di gestire e potenziare l'Aeroporto di Ancona. 
Iscritto alla Democrazia Cristiana dal 1944, ricoprì i seguenti incarichi:
- candidato in occasione delle prime elezioni comunali indette dopo la fine della Seconda guerra mondiale (24 marzo 1946);
- consigliere comunale durante i mandati 1951-1955 e 1956-1960.
- segretario della sezione di Osimo (1947-1950)
- segretario Provinciale Organizzativo (1950-1953)
- segretario Provinciale della Provincia di Ancona (1953-1964)
- membro del Consiglio Nazionale (1967-1970)
- segretario Regionale Marchigiana (1967-1970)
- componente dei Comitati provinciali e Regionali (1970-1975)

Dal 1º agosto 1970 al 19 dicembre 1972 ricoprì il ruolo di primo presidente della regione Marche.
Nel 2010, nel quarantesimo anniversario dell'istituzione dei consigli regionali, la giunta regionale delle Marche ha dedicato a Giuseppe Serrini la sala in cui si svolsero per anni le riunioni dell'esecutivo, a Palazzo Raffaello, come "omaggio al primo presidente delle Marche che ha operato, con capacità ed entusiasmo, nei difficili anni di avvio della nuova istituzione"